# パティ・オースティン

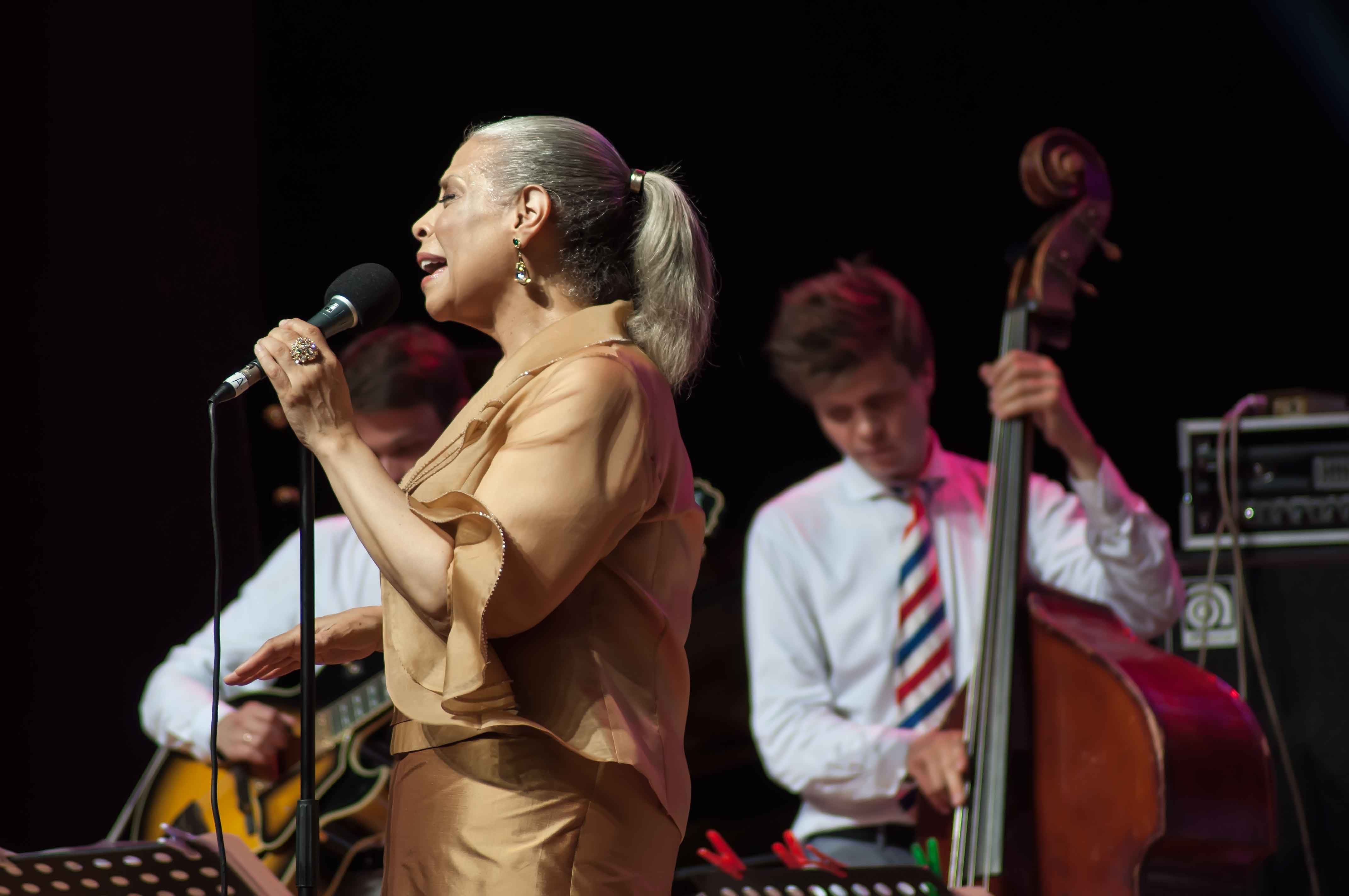
ロシアのフェスティバルで歌うパティ・オースティン（2017年8月）

パティ・オースティン（Patti Austin、1950年8月10日 - ）は、アメリカ合衆国ニューヨーク州ニューヨーク市ハーレム出身のR&B、ジャズ歌手。

## 略歴
4歳にしてアポロ・シアターにてデビュー、5歳の時にRCAレコードと契約。クインシー・ジョーンズとダイナ・ワシントンが洗礼時に代父母を務めた。
1960年代後期にプロのセッション・ミュージシャンになる。1976年にCTIレコードからアルバム『エンド・オブ・ア・レインボー』を出し、ソロ・デビュー。続いて『ハバナ・キャンディ』 (1977年)、『ボディ・ランゲージ』 (1980年)と発表。マイケル・ジャクソンとの「It's the Falling in Love」（アルバム『オフ・ザ・ウォール』収録）や、ジョージ・ベンソン（「Moody's Mood for Love」や「Keep Your Dreams Alive」）等とデュエットしている。
1980年代はクインシーのクウェスト・レコードと契約。1990年にGRPレコードに移籍。1996年発表のアルバム『ジュークボックス・ドリームス』は日本のポニーキャニオンからの販売で、1998年発表の『In & Out Of Love』とほぼ同じ内容である。
2007年にコンテンポラリー・ジャズの新鋭レーベルランデヴー・エンタテインメントと契約、4月にアルバム『ガーシュウィン・ソングブック』をリリース。2008年に同アルバムで初のグラミー賞を受賞した。

## その他
日本では1981年の「Do You Love Me」が有名。ディスコでパワープレイされた。1996年発表のアルバム『ジュークボックス・ドリームス』収録の「Kiss」は、資生堂レシェンテのテレビCMやテレビ東京で放送中の『出没!アド街ック天国』で用いられている。また、松田聖子の「赤いスイートピー」を「Red Sweet Pea」として英語カバーしている。

## ディスコグラフィ

### スタジオ・アルバム
- 『エンド・オブ・ア・レインボー』 - End Of A Rainbow (1976年、CTI)
- 『ハバナ・キャンディ』 - Havana Candy (1977年、CTI)
- 『ボディ・ランゲージ』 - Body Language (1980年、CTI)
- 『デイライトの香り』 - Every Home Should Have One (1981年、Quest)
- 『イン・マイ・ライフ』 - In My Life (1983年、Quest)
- 『君はスペシャル・レイディ』 - Patti Austin (1984年、Quest)
- 『恋人たちのモーメント』 - Gettin' Away With Murder (1985年、Quest)
- 『ザ・リアル・ミー』 - The Real Me (1988年、Quest)
- 『愛の予感』 - Love Is Gonna Getcha (1990年、GRP)
- 『キャリー・オン』 - Carry On (1991年、GRP)
- 『ザット・シークレット・プレイス』 - That Secret Place (1994年、GRP)
- 『ジュークボックス・ドリームス』 - Jukebox Dreams (1996年、Pony Canyon)
- In & Out Of Love (1998年、Concord Jazz)
- 『ストリート・オブ・ドリームス』 - Street Of Dreams (1999年、Intersound)
- 『エレガント・パティ』 - On The Way To Love (2001年、Waner Bro.)
- 『エラ・フィッツジェラルドに捧ぐ』 - For Ella (2002年、Playboy Jazz)
- 『ガーシュウィン・ソングブック』 - Avant Gershwin (2007年、Rendezvous)
- 『サウンド・アドヴァイス』 - Sound Advice (2011年、Shanachie)
- Mighty Musical Fairy Tales (2016年、Let's Roar)

### ライブ・アルバム
- 『ライブ・アット・ザ・ボトム・ライン』 - Live At The Bottom Line (1979年、CTI)
- 『パティ・オースティン・ライヴ』 - Live (1992年、GRP)
- Ella and Louis (2017年、ABC Jazz)